# Zbór Kościoła Zielonoświątkowego „Salem” w Oświęcimiu
Zbór Kościoła Zielonoświątkowego „Salem” w Oświęcimiu – zbór Kościoła Zielonoświątkowego działający w Oświęcimiu. Należy do okręgu południowego Kościoła, dekanatu bielskiego. 

## Historia
Józef Hydzik, pełniący stanowisko drugiego pastora Zboru Zjednoczonego Kościoła Ewangelicznego w Bielsku-Białej, przyjechał pierwszy raz do Oświęcimia w 1982. Po zwiedzeniu Państwowego Muzeum Auschwitz-Birkenau wraz z jednym z bielskich starszych zboru postanowił o rozpoczęciu działalności duszpasterskiej na terenie Oświęcimia, zachęcony przez współtowarzysza podróży. Pracę misyjną w nowej placówce rozpoczęto jeszcze w 1982. W okresie 1984–1985 18 osób przyjęło tu chrzest. Spotkania wspólnoty miały miejsce w mieszkaniach prywatnych.
W 1987 doszło do przekształcenia placówki w Oświęcimiu w samodzielny zbór. Również w 1987 dokonano zakupu nieruchomości przy Rynku Głównym 7, a budynek ten został przystosowany przez członków wspólnoty na jej siedzibę.
W 1992 do zboru w Oświęcimiu należało 50 ochrzczonych wiernych, a ponadto około 20 dzieci.
Początkiem lat 90. XX wieku przez zbór prowadzona była działalność misyjna w Andrychowie. W 1992 tamtejsza grupa wiernych liczyła 12 osób. Spotkania w Andrychowie odbywały się wówczas raz w tygodniu w wynajętej sali, a wierni brali udział w niedzielnych nabożeństwach prowadzonych przez zbory w Oświęcimiu i Bielsku-Białej. Działalność w Andrychowie zaowocowała powstaniem tam samodzielnego zboru.
Na koniec 2010 zbór w Oświęcimiu skupiał 120 wiernych, w tym 76 ochrzczonych członków.
W 2012 zbór w Oświęcimu rozpoczął działalność misyjną w Tychach. Utworzony został tam punkt misyjny spotykający się początkowo w różnych lokalizacjach na terenie tego miasta, a ostatecznie wynajął on salę „Hotelu Tychy”. W 2013 tyska wspólnota licząca wówczas 20 członków została zarejestrowana jako zbór.